# Colina de la Gloria (Leópolis)

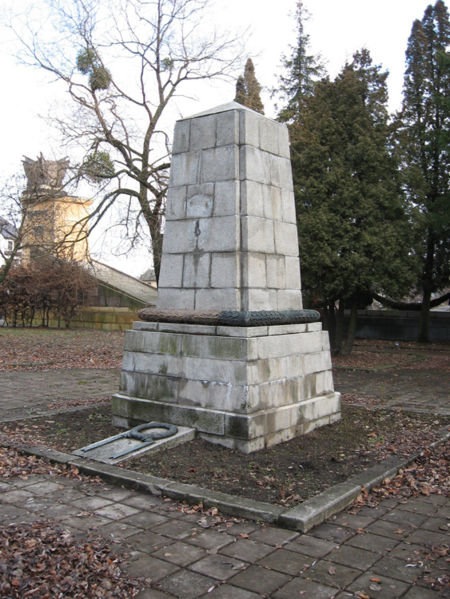
La tumba de los combatienses rusos de la Primera Guerra Mundial.

La Colina de la Gloria, El Morro de la Gloria (en ucraniano: Пагорб Слави, romanizado: Págorb Slavy) es un monumento у cementerio militar en Leópolis, Ucrania. Está ubicado cerca del cementerio Lichakovsky y el parque Lichakovsky. La Colina de la Gloria acoge las tumbas de aquellos que lucharon por Rusia durante la Primera Guerra Mundial y de aquellos que lucharon por la Unión Soviética durante la Gran Guerra Patriótica (Segunda Guerra Mundial). El cementerio se extiende en un área total de 0.76 ha. Desde 1984 es una obra del arte de la jardinería y desde 2002, es Monumento Nacional de Ucrania.

## Historia
El sitio fue inaugurado por Yevlogui (Gueorguievsky), arzobispo de Volynia en 1915, cuando aquí fueron sepultados unos 5.000 combatientes rusos ortodoxos, con una parcela reservada para los soldados musulmanes. En abril de 1915 cerca de 15.000 habitantes de Leópolis participaron en la procesión y la rogativa en memoria de los combatienses rusos.
En los años 1920 el consejo municipal de Leópolis, que por entonces formaba parte de Polonia, ordena cambiar el emplazamiento del cementerio y en 1938, destruir el monumento.
En el 1945 arquitectos de Leópolis como A. Natalchenko, G. Shvetsko-Vinetsky y I. Persikov desarrollaron el proyecto del nuevo panteón.

## Actualidad
En el centro de la Colina se emplaza un círculo (con 26 tumbas), dividida por la Calle de los Héroes, ubicándose a la derecha y la izquierda 255 tumbas individuales y 3 fosas comunes. Entre las tumbas están los restos de 28 Héroes de la Unión Soviética. Entre 1960 y 1990, cerca del panteón, funcionó el museo de la Colina de la Gloria.
Aquí están sepultados:
- Nikolái Ivánovich Kuznetsov, agente de inteligencia soviético y guerrillero,
- Alexander Marchenko, quien alzó la bandera roja en el concejo municipal de Leópolis en 1944,
- Semión Alaiev, quien inutilizó las minas que dejaron los alemanes para que explotasen el centro de Leópolis.

La Colina de la Gloria está al cuidado de los miembros del Centro Cultural Ruso en Leópolis.